# Platygaster plana
Platygaster plana är en stekelart som beskrevs av Peter Neerup Buhl 1994. Platygaster plana ingår i släktet Platygaster och familjen gallmyggesteklar. Inga underarter finns listade i Catalogue of Life.